# Ivetofta församling
Ivetofta församling var en församling i Lunds stift och i Bromölla kommun. Församlingen uppgick 2010 i Ivetofta-Gualövs församling.

## Administrativ historik
Församlingen har medeltida ursprung. 
Församlingen utgjorde till 1962 ett eget pastorat, dock under tiden mellan 1682 och 1693 i Trolle-Ljungby pastorat. Från 1962 till 2010 moderförsamling i pastoratet Ivetofta och Gualöv. Församlingen uppgick 2010 i Ivetofta-Gualövs församling.
Före 1967 var församlingen delad av kommungräns och därför hade den två församlingskoder, 111701 för delen i Ivetofta landskommun och 116200 för delen i Bromölla köping.

## Kyrkoherdar
| Ämbetstid | Namn                               | Levnadstid | Övrigt     |
| --------- | ---------------------------------- | ---------- | ---------- |
| 1572      | Peder Eriksen                      |            | Pastor     |
| 1584      | Niels Christophersonn              |            | Pastor     |
| 1610–1628 | Jens Swendsson                     | död 1628   | Pastor     |
| 1629–1662 | Rasmus Rasmusson                   |            | Pastor     |
|           | David Arentzön Mölensted           |            | Pastor     |
| 1669–1682 | Lars Stobaeus                      | död 1691   | Pastor     |
| 1682–1693 | Henrik Nossenius von der Wettering | 1624–1693  | Pastor     |
| 1693–1712 | Petrus Jönsson Ringh               | död 1712   | Pastor     |
| 1712–1730 | Christopher Blanxius               | 1680–1730  | Pastor     |
| 1731–1738 | Magnus Sundius                     | 1697–1738  | Pastor     |
| 1740–1757 | Johan Petraeus                     | 1698–1757  | Pastor     |
| 1760–1781 | Torbern Brock                      | 1717–1781  | Pastor     |
| 1781–1798 | Anders Lanaerus                    |            | Pastor     |
| 1798–1806 | Carl Sonnberg Rönbeck              | 1765–1841  | Pastor     |
| 1806–1813 | Johan Fredrik Emmerz               | 1766–1813  | Pastor     |
| 1814–1854 | Olof Herrström                     | 1776–1854  | Pastor     |
| 1858–     | Bernt Erik Cavallin                | 1816–      | Kyrkoherde |

## Organister
| Verksam | Namn                           | Levnadstid | Övrigt |
| ------- | ------------------------------ | ---------- | ------ |
| 1942–   | Greta Sonja Ingeborg Truedsson | 1910–      | [ 5 ]  |

## Kyrkor
- Ivetofta kyrka